# Zweiflingen
Zweiflingen è un comune tedesco di 1 723 abitanti, situato nel land del Baden-Württemberg.